# Mỹ Đức, Hà Nội
Mỹ Đức là một xã thuộc thành phố Hà Nội, thủ đô của Việt Nam. Xã được hình thành trên cơ sở sáp nhập toàn bộ diện tích tự nhiên, quy mô dân số của thị trấn Đại Nghĩa và các xã An Phú, Đại Hưng, Hợp Thanh, Phù Lưu Tế thuộc huyện Mỹ Đức cũ, trong đợt Sáp nhập tỉnh, thành Việt Nam 2025.

## Hành chính
Xã Mỹ Đức được thành lập theo Nghị quyết số 1656/NQ-UBTVQH15 của Ủy ban Thường vụ Quốc hội Việt Nam, ban hành ngày 16 tháng 6 năm 2025. Theo đó, sắp xếp toàn bộ diện tích tự nhiên, quy mô dân số của thị trấn Đại Nghĩa và các xã An Phú, Đại Hưng, Hợp Thanh, Phù Lưu Tế thuộc huyện Mỹ Đức cũ thành xã mới có tên gọi là xã Mỹ Đức.
Sau sắp xếp xã có diện tích tự nhiên 53,04 km2, quy mô dân số 53.585 người. Phía Bắc giáp xã Hồng Sơn, phía Tây giáp tỉnh Phú Thọ, phía Đông giáp xã Hòa Xá, phía Nam giáp xã Hương Sơn. Trụ sở xã đặt tại số 2 (Đảng ủy) và số 6 (Ủy ban nhân dân) phố Đại Đồng.

## Đền thờ Đinh Tiên Hoàng đế

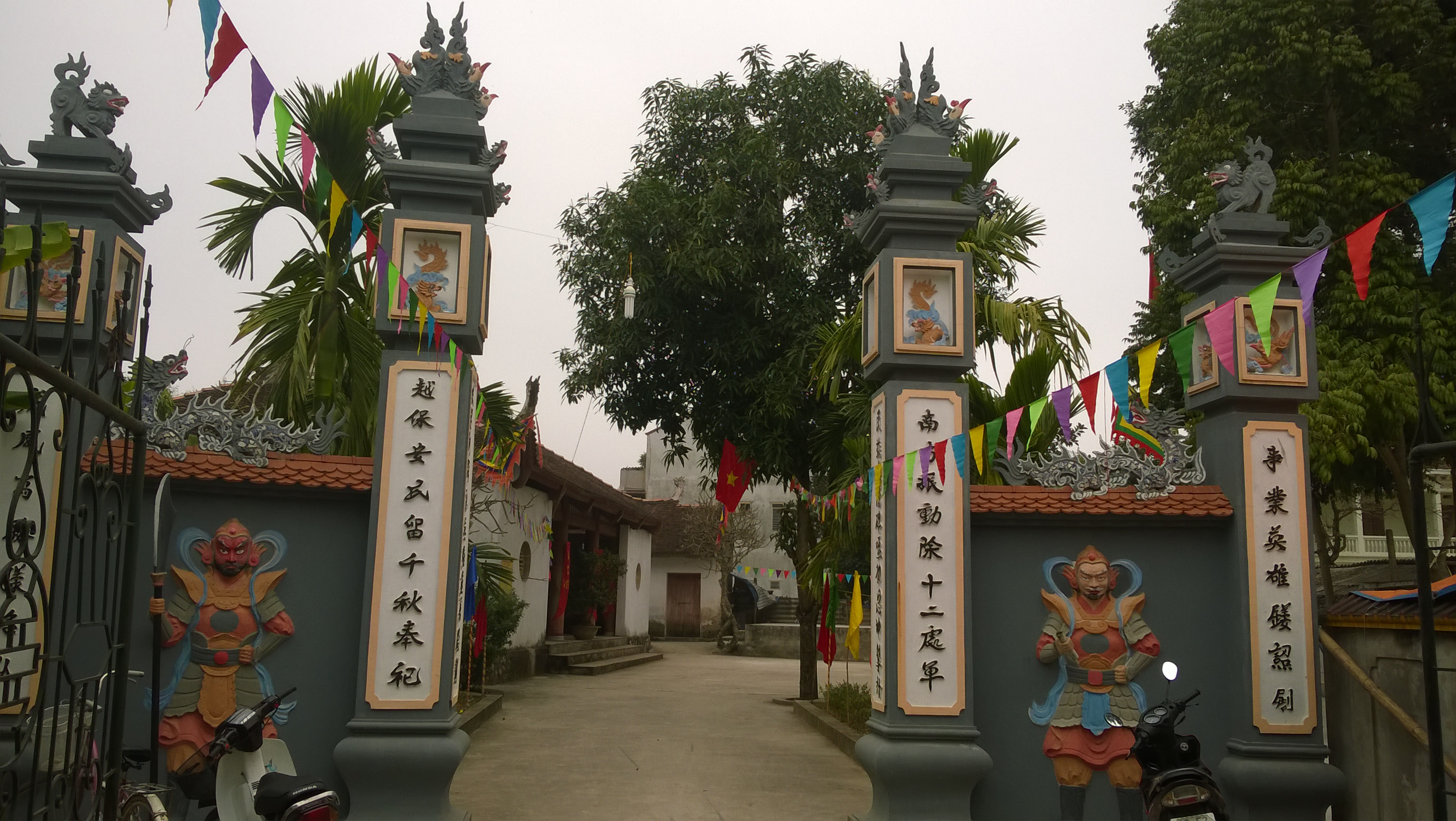
Đền thờ Đinh Tiên Hoàng Đế ở xã Hợp Thanh, Mỹ Đức, Hà Nội

Khu di tích đền thờ Đinh Tiên Hoàng Đế ở làng Vài, xã Mỹ Đức, Hà Nội là nơi Đinh Bộ Lĩnh từng về tuyển quân lính để đánh dẹp loạn 12 sứ quân. Hiện nay trên địa bàn Mỹ Đức có nhiều di tích và truyền thuyết liên quan đến cuộc đời và sự nghiệp của Vua Đinh Tiên Hoàng và những người dân làng từ thế kỷ X đã tham gia vào công cuộc thống nhất đất nước Đại Cồ Việt. Đền thờ Đinh Tiên Hoàng đế là ngôi đền cổ, đã được tu tạo lại từ năm 1995. Hiện nay, đền là điểm đến quan trọng trên địa bàn xã Mỹ Đức.
Lễ hội Đền Đinh Tiên Hoàng đế diễn ra vào các ngày 11-12 tháng 10 âm lịch hàng năm. Buổi sáng hôm thứ nhất là lễ khởi kiệu và lễ an vị Vua Đinh Tiên Hoàng, chiều là lễ tế của các đoàn tế thôn Vài, thôn Vân, thôn Phú Hiền, thôn Thọ. Buổi tối cùng ngày là chương trình giao lưu văn nghệ tại sân khấu lễ hội. Sáng ngày 12 là chương trình khai mạc lễ hội, gồm có đón tiếp đại biểu và phát biểu của đại diện lãnh đạo địa phương, người Hợp Thanh xa quê hương về dự hội và các phần giao lưu văn hóa thể thao.